# Pin Galvanic
Pin Galvanic hoặc pin Volta, được đặt theo tên Luigi Galvani, hoặc Alessandro Volta, là một cell điện hóa thu được năng lượng điện từ các phản ứng oxy hóa tự nhiên đang diễn ra bên trong cell. Nó thường bao gồm hai kim loại khác nhau được kết nối bởi một cây cầu muối, hoặc các tế bào nửa cá thể phân cách bởi một màng xốp.
Volta là nhà phát minh ra đống điện, pin điện đầu tiên. Trong cách sử dụng thông thường, từ "pin" đã bao gồm một cell điện đơn, nhưng một pin đúng bao gồm nhiều cell.

## Lịch sử
Vào năm 1780, Luigi Galvani phát hiện ra rằng khi hai kim loại khác nhau (ví dụ đồng và kẽm) được kết nối và sau đó cả hai cùng chạm vào hai phần khác nhau của dây thần kinh của một con ếch, thì chân con ếch co rút. Ông gọi đây là "điện động vật". Pin volta, phát minh của Alessandro Volta trong những năm 1800, bao gồm một đống tế bào tương tự như các cell galvanic. Tuy nhiên, Volta đã xây dựng nó hoàn toàn từ vật liệu phi sinh học để thách thức lý thuyết điện động vật của Galvani (và sau đó là thí nghiệm Leopoldo Nobili) về lý thuyết điện liên hệ bằng kim loại và kim loại của mình. Đến lượt Carlo Matteucci ông đã chế tạo một pin hoàn toàn ra khỏi vật liệu sinh học để trả lời cho Volta. Những khám phá này đã mở đường cho pin điện; Năm 1999, IEEE dã công nhận năm 1799 là một cột mốc quan trọng trong lịch sử ngành điện khi Volta phát minh ra pin điện (Milestones: Volta's Electrical Battery Invention, 1799).
Wilhelm König đã đề xuất vào năm 1940 rằng các đối tượng được biết đến như pin Baghdad có thể đại diện cho công nghệ mạ điện từ thời Parthia cổ đại. Các bản phục chế có chứa axit xitric hoặc nước nho đã được chứng minh là sản sinh ra một điện áp. Tuy nhiên, một số học giả khác đã chỉ ra rằng nó rất giống với những dụng cụ đã được biết đến trước đó nhưng được sử dụng để cất giữ những cuộn giấy da. 